# Aldeaseca de la Frontera (kommunhuvudort)
Aldeaseca de la Frontera är en kommunhuvudort i Spanien.   Den ligger i provinsen Provincia de Salamanca och regionen Kastilien och Leon, i den centrala delen av landet, 140 km väster om huvudstaden Madrid. Aldeaseca de la Frontera ligger 872 meter över havet och antalet invånare är 327.
Terrängen runt Aldeaseca de la Frontera är platt. Runt Aldeaseca de la Frontera är det mycket glesbefolkat, med 6 invånare per kvadratkilometer. Närmaste större samhälle är Peñaranda de Bracamonte, 4,5 km söder om Aldeaseca de la Frontera. Trakten runt Aldeaseca de la Frontera består till största delen av jordbruksmark.